# تشاونسي بلاك
تشاونسي بلاك (بالإنجليزية: Chauncey Black)‏ هو مغني أمريكي، ولد في 24 نوفمبر 1968.

## وصلات خارجية
- تشاونسي بلاك على موقع IMDb (الإنجليزية)
- تشاونسي بلاك على موقع ميوزك برينز (الإنجليزية)
- تشاونسي بلاك على موقع أول ميوزيك (الإنجليزية)
- تشاونسي بلاك على موقع ديسكوغز (الإنجليزية)